# NGC 3971
NGC 3971 (NGC 3984) je lećasta galaktika u zviježđu Velikom medvjedu. Naknadno je utvrđeno da je NGC 3984 ista galaktika.

## Vanjske poveznice
- (eng.) SEDS: NGC 3971
- (eng.) Revidirani Novi opći katalog
- (eng.) Izvangalaktička baza podataka NASA-e i IPAC-a
- (eng.) Astronomska baza podataka SIMBAD
- (eng.) VizieR